# I liga paragwajska w piłce nożnej (1992)
Mistrzem Paragwaju został klub Cerro Porteño, natomiast wicemistrzem Paragwaju – Club Libertad.
Sezon podzielony został na trzy etapy. Do trzeciego etapu awansowało 8 najlepszych klubów z dwóch pierwszych etapów. W trzecim etapie kluby podzielono na dwie grupy po 4 drużyny. Z każdej z tych grup awansowały do półfinału dwa kluby, następnie zwycięzcy meczów półfinałowych rozegrali finał, którego zwycięzca został mistrzem Paragwaju, a przegrany – wicemistrzem.
Do turniejów międzynarodowych zakwalifikowały się następujące kluby:
- Copa Libertadores 1993: Cerro Porteño, Club Olimpia
- Copa CONMEBOL 1993: Sportivo Luqueño

Do drugiej ligi spadł klub Sportivo San Lorenzo. Na jego miejsce z drugiej ligi awansował klub Sport Colombia Fernando de la Mora.

## Pierwszy etap

### Tabela końcowa pierwszego etapu 1992
| Poz | Klub                  | Mecze | Zw | Rem | Por | Pkt | BrZd | BrStr |
| --- | --------------------- | ----- | -- | --- | --- | --- | ---- | ----- |
| 1   | Club Olimpia          | 11    | 6  | 5   | 0   | 17  | 19   | 6     |
| 2   | Sportivo Luqueño      | 11    | 7  | 3   | 1   | 17  | 15   | 8     |
| 3   | Atlético Colegiales   | 11    | 4  | 5   | 2   | 13  | 17   | 10    |
| 4   | Club Nacional         | 11    | 4  | 4   | 3   | 12  | 12   | 11    |
| 5   | Club Guaraní          | 11    | 3  | 5   | 3   | 11  | 16   | 17    |
| 6   | Club Sol de América   | 11    | 3  | 4   | 4   | 10  | 14   | 13    |
| 7   | Cerro Corá Asunción   | 11    | 4  | 2   | 5   | 10  | 10   | 12    |
| 8   | Club River Plate      | 11    | 3  | 4   | 4   | 10  | 12   | 15    |
| 9   | Club Presidente Hayes | 11    | 3  | 4   | 4   | 10  | 10   | 14    |
| 10  | Club Libertad         | 11    | 3  | 3   | 5   | 9   | 14   | 16    |
| 11  | Cerro Porteño         | 11    | 1  | 6   | 4   | 8   | 10   | 13    |
| 12  | Sportivo San Lorenzo  | 11    | 1  | 3   | 7   | 5   | 6    | 20    |

Wobec równej liczby punktów dwóch najlepszych w tabeli klubów rozegrano mecz barażowy o pierwsze miejsce.
| Mecz                                |
| ----------------------------------- |
| Club Olimpia – Sportivo Luqueño 3:1 |

Klubom przyznano bonusy – za pierwsze miejsce 2 punkty, za drugie – 1,5 punktu, za trzecie – 0,75 punktu, za czwarte – 0,5 punktu.

## Drugi etap

### Tabela końcowa drugiego etapu 1992
| Poz | Klub                  | Mecze | Zw | Rem | Por | Pkt | BrZd | BrStr |
| --- | --------------------- | ----- | -- | --- | --- | --- | ---- | ----- |
| 1   | Cerro Porteño         | 11    | 8  | 1   | 2   | 17  | 19   | 9     |
| 2   | Club Olimpia          | 11    | 7  | 2   | 2   | 16  | 18   | 8     |
| 3   | Club Libertad         | 11    | 5  | 5   | 1   | 15  | 18   | 12    |
| 4   | Club Guaraní          | 11    | 5  | 4   | 2   | 14  | 15   | 10    |
| 5   | Atlético Colegiales   | 11    | 5  | 3   | 3   | 13  | 16   | 15    |
| 6   | Club Presidente Hayes | 11    | 4  | 3   | 4   | 11  | 12   | 11    |
| 7   | Club River Plate      | 11    | 3  | 4   | 4   | 10  | 9    | 15    |
| 8   | Cerro Corá Asunción   | 11    | 3  | 4   | 4   | 10  | 11   | 10    |
| 9   | Club Sol de América   | 11    | 3  | 2   | 6   | 8   | 12   | 14    |
| 10  | Club Nacional         | 11    | 2  | 3   | 6   | 7   | 9    | 16    |
| 11  | Sportivo San Lorenzo  | 11    | 3  | 1   | 7   | 7   | 13   | 17    |
| 12  | Sportivo Luqueño      | 11    | 1  | 2   | 8   | 4   | 7    | 20    |

Klubom przyznano bonusy – za pierwsze miejsce 2 punkty, za drugie – 1,5 punktu, za trzecie – 0,75 punktu, za czwarte – 0,5 punktu.

## Trzeci etap – runda finałowa
| Poz | Klub          | Mecze | Zw | Rem | Por | Pkt  | BrZd | BrStr |
| --- | ------------- | ----- | -- | --- | --- | ---- | ---- | ----- |
| 1   | Club Libertad | 3     | 3  | 0   | 0   | 6,50 | 9    | 2     |
| 2   | Club Olimpia  | 3     | 1  | 1   | 1   | 4,75 | 5    | 4     |
| 3   | Club Nacional | 3     | 1  | 0   | 2   | 2,25 | 3    | 6     |
| 4   | Club Guaraní  | 3     | 0  | 1   | 2   | 1,25 | 2    | 6     |

| Poz | Klub                  | Mecze | Zw | Rem | Por | Pkt  | BrZd | BrStr |
| --- | --------------------- | ----- | -- | --- | --- | ---- | ---- | ----- |
| 1   | Cerro Porteño         | 3     | 1  | 2   | 0   | 5,00 | 4    | 2     |
| 2   | Sportivo Luqueño      | 3     | 0  | 3   | 0   | 3,75 | 2    | 2     |
| 3   | Club Presidente Hayes | 3     | 1  | 1   | 1   | 3,00 | 3    | 4     |
| 4   | Atlético Colegiales   | 3     | 0  | 2   | 1   | 2,50 | 2    | 3     |

### 1/2 finału
Club Olimpia – Cerro Porteño 0:0 i 0:1

Club Libertad – Sportivo Luqueño 1:0 i 3:3

### Finał
Cerro Porteño – Club Libertad 2:2 i 0:0, dod. 5:0
Mistrzem Paragwaju w 1992 roku został klub Cerro Porteño.

## Sumaryczna tabela sezonu 1992
Tabela powstała jako połączenie dorobku klubów w pierwszym i drugim etapie mistrzostw.
| Poz | Klub                  | Mecze | Zw | Rem | Por | Pkt | BrZd | BrStr |
| --- | --------------------- | ----- | -- | --- | --- | --- | ---- | ----- |
| 1   | Club Olimpia          | 22    | 13 | 7   | 2   | 33  | 37   | 14    |
| 2   | Atlético Colegiales   | 22    | 9  | 8   | 5   | 26  | 33   | 25    |
| 3   | Club Guaraní          | 22    | 8  | 9   | 5   | 25  | 31   | 27    |
| 4   | Club Libertad         | 22    | 8  | 8   | 6   | 24  | 34   | 28    |
| 5   | Cerro Porteño         | 22    | 9  | 7   | 6   | 23  | 29   | 22    |
| 6   | Club Presidente Hayes | 22    | 7  | 7   | 8   | 21  | 22   | 25    |
| 7   | Sportivo Luqueño      | 22    | 8  | 5   | 9   | 21  | 22   | 28    |
| 8   | Club River Plate      | 22    | 6  | 8   | 8   | 20  | 21   | 30    |
| 9   | Cerro Corá Asunción   | 22    | 7  | 6   | 9   | 20  | 21   | 22    |
| 10  | Club Nacional         | 22    | 6  | 7   | 9   | 19  | 21   | 27    |
| 11  | Club Sol de América   | 22    | 6  | 6   | 10  | 18  | 26   | 27    |
| 12  | Sportivo San Lorenzo  | 22    | 4  | 4   | 14  | 12  | 19   | 37    |

Wicemistrz Paragwaju stoczył pojedynek barażowy z najlepszym klubem w tabeli sumarycznej o prawo gry w Copa Libertadores 1993.

Club Libertad – Club Olimpia 1:1 i 1:1, karne 2:3

Sergio Goycochea (Olimpia) w rozgrywce rzutów karnych obronił piąty strzał. Bramkarz klubu Libertad Ceslo Guerrero obronił aż trzy strzały, co jednak nie wystarczyło do zwycięstwa.